# أندرو براودر
أندرو براودر (من مواليد 8 يناير 1931) عالم رياضيات أمريكي وأستاذا في جامعة براون.

## السيرة الذاتية

### النشأة
ولد أندرو براودر في موسكو، روسيا، حيث كان والده إيرل براودر يعمل لفترة من الزمن. يعتنق والده الفكر الشيوعي على الرغم من مولده في كانساس، الولايات المتحدة، أما والدته رايسا فكانت روسية. لدى أندرو أخين فيلكس براودر وويليام براودر ولدوا أيضا في موسكو ولهم مساهمات كبيرة أيضا في علوم الرياضيات.
عاد والدهم إلى الولايات المتحدة في أوائل ثلاثينات القرن العشرين، مع أسرته بالكامل ليشغل منصب رئيس الحزب الشيوعي في الولايات المتحدة الأمريكية، كما ترشح لرئاسة الولايات المتحدة في عام 1936 وعام 1940.
أثارت الطبيعة التحليلية للعبة الشطرنج إعجاب وشغف أندرو وهو ما زال صغيرا، ففي إحدى حواراته صرح قائلا:
«لطالما كانت لعبة الشطرنج هي هوايتي الأساسية. فمنذ علمني والدي إيها وأنا في عامي السادس وإعطاء أحد أصدقائه كتاب عن قواعد اللعبة في سن الحادية عشرة أو الثانية عشرة وأنا مدمنها».

### التعليم والحياة العملية
يرجع اهتمام أندرو بالرياضيات منذ عام 1955 عندما كان متخصصا في فورت ديكس وسماح دوايت أيزنهاور له ولمجموعة أخرى بالخروج مبكرا لدخول معهد ماساتشوستس للتكنولوجيا، كما حصل على زمالة لمدة عامين في جامعة كاليفورنيا. درس أندرو أيضا في آرهوس، الدنمارك.
أما بالنسبة للتدريس فقد صرح قائلا في إحدى حوراته قائلا:
«لقد قمت بتدريس أكثر من مائة منهج، كان بعضهم ممتع وشيق في حين كان البعض الأخر مثيرا للاكتئاب».

### الحياة الشخصية
براودر متزوج ولديه إبنه وحيدة، لورا براودر أستاذة الدراسات الأمريكية في جامعة ريتشموند.

## الأعمال
- في عام 1969 نشر براودر مقدمة عن وظيفة علم الجبر، يذكر فيها النظريات العامة للجبر الوظيفي ويحاول إيجاد تحليل لطيف ديريتشليت ثم تطبيقاتهم في الفصلين الأخيرين على نظرية التقريب البادي.[5]
- في عام 1996، نشر كتابا رياضيا للمتخصصين من الطلاب الذين لديهم دوافع وخلفية جيدة عن التفاضل والتكامل والجبر الخطي. يتكون الكتاب من أربعة مواضيع هم: نظرية المتغير الواحد، طوبولوجيا والمساحات الوظيفية، علوم القياس، تكامل ليبسيج ووظائف العديد من المتغيرات.[6]
- في عام 2000، نشر براودر مقالته «طوبولوجيا في المستوى المعقد»، التي وصفت نظرية بروير الثابتة، مبرهنة منحنى جوردان وثنائية ألكساندر.[7] كما اشترك مع هيروشي ياماغوتشي في كتابه «صيغة مختلفة للوحدات التوافقية وتطبيقها على العديد من المتغيرات المعقدة».[8]

## وصلات خارجية
- أندرو براودر- مشروع إحصاء علماء الرياضيات.